# 1911 au Nouveau-Brunswick
Chronologie du Nouveau-Brunswick
- 1907
- 1908
- 1909
- 1910
- 1911
- 1912
- 1913
- 1914
- 1915

Cette page concerne des événements d'actualité qui se sont produits durant l'année 1911 dans la province canadienne du Nouveau-Brunswick.

## Événements
- 21 septembre : lors de l'élection fédérale, les libéraux remportent huit sièges contre cinq pour les conservateurs.
- 16 octobre : James Kidd Flemming devient premier ministre du Nouveau-Brunswick.
- 27 octobre : l'ancien premier ministre John Douglas Hazen remporte l'élection partielle fédérale sans opposition de la Cité et Comté de Saint-Jean à la suite de la démission de John Waterhouse Daniel.

## Naissances
- 2 novembre : Hédard Robichaud, lieutenant-gouverneur du Nouveau-Brunswick.

## Décès
- 11 mars : Théotime Blanchard, député
- 1er décembre : William Albert Mott, député